# Penstemon wislizenii
Penstemon wislizenii là một loài thực vật có hoa trong họ Mã đề. Loài này được (A. Gray) Straw mô tả khoa học đầu tiên năm 1959.